# ناحیه فنتون، شهرستان موری، مینه سوتا
ناحیه فنتون (به انگلیسی: Fenton Township) یک منطقهٔ مسکونی در ایالات متحده آمریکا است که در شهرستان مورای، مینه‌سوتا واقع شده‌است.
 ناحیه فنتون ۹۲٫۸ کیلومتر مربع مساحت و ۲۰۹ نفر جمعیت دارد و ۵۱۲ متر بالاتر از سطح دریا واقع شده‌است.